# 公主郵輪
公主遊輪（英語：Princess Cruises）是一家美國投資的遊輪公司，于百慕達注冊，在1965年成立，其總部設於美國加利福尼亞州聖塔克拉利塔。公主遊輪之前由铁行轮船公司（P&O）下属的铁行公主遊輪公司（P&O Princess Cruises）经营，在鐵行輪船公司与嘉年華公司合并後現由嘉年華下屬的荷美邮轮公司經營。

## 歷史

### 初期 1965-1974

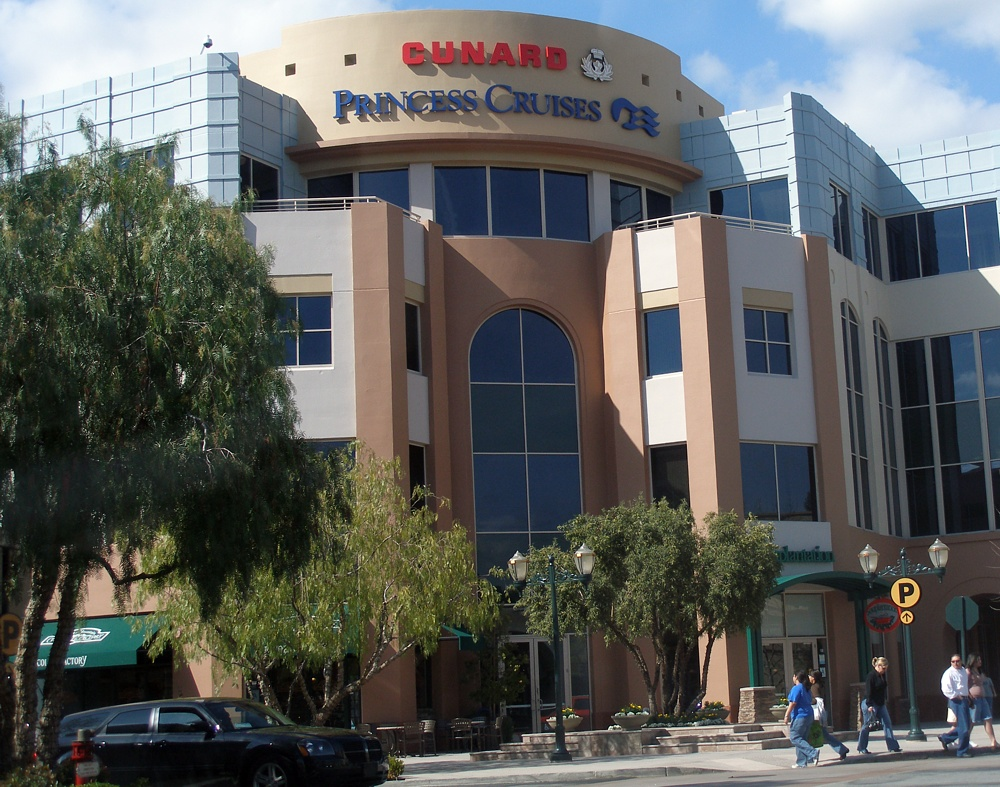
位於美國加利福尼亞州聖塔克拉利塔的總部大樓

1965年，创始人史丹利·麥當奴包下隶属于昌兴轮船公司的派翠西亚公主号，由於該船運營阿拉斯加航綫，在冬季少有任務，因此麥當奴在冬季包租該船运营由洛杉矶出发的墨西哥蔚蓝海岸航线。然而派翠西亚公主号建造之初从未考虑热带航运，所以并没有装空调，公主游轮最终选择更适合的意大利亞（Italia）号。意大利亞号被包装成意大利公主号推向市场，宣布公主游轮在墨西哥蔚蓝海岸的首航，但从未官方命名，直到1967年才在烟囱上印上“Princess”的商标。
1969年，意大利公主号被用于旧金山出发的阿拉斯加游轮航行，到1973年包船合同取消，意大利亞号回到欧洲为歌诗达游轮效命。公主游轮的第三艘轮船正是歌诗达的Carla C，即曾隶属于Compagnie Générale Transatlantique的SS Flandre号，歌诗达在1960年代将她买入并大幅重建。重建辅以完工，就外包给公主游轮，被刷上卡拉公主号的名字，同样未官方命名，正是此时，Jeraldine Saunders创作了《愛之船》的第一章。這本書隨後被美國廣播公司改編成劇集，並且播放了十年。
在愛之船這劇集裡，當時為公主郵輪服務的「太平洋公主號」多次出現，而公主郵輪的標誌亦有為數不小的曝光率 。公主郵輪就是因為這劇集而得到坊間的認識。時至今日，公主郵輪在某些程度上依然依賴愛之船為她的賣點之一。

### 隶属于铁行轮船1974-2000
早在1960年，凭借320艘海上轮船的英属铁行轮船公司（或稱“半岛和东方蒸汽航行公司”，Peninsular & Oriental Steam Navigation Company（P&O））已经称霸世界。
1974年，铁行轮船公司收购公主游轮，并将旗下伦敦精神号（Spirit of London）归入公主游轮船队，成为第一艘太阳公主号（Sun Princess）。同年铁行轮船公司为公主游轮购入两艘船，就是后来电视剧《爱情船》中出镜的海岛公主号（Island Princess）和太平洋公主号（Pacific Princess）。
1978年，铁行轮船公司又从Flagship游轮公司购入了瑞士远洋游轮Kungsholm，重建并更名为海洋公主号（Sea Princess）。海洋公主号直到1981年以前都作为铁行轮船公司的澳洲游轮，在澳洲航线被Oriana号取代后，它兼职为铁行轮船公司和公主游轮两家公司服务，并于1995年更名为MV Victoria完全回归铁行轮船公司英国船队。
1981年，公主游轮率先停靠加勒比海的私家口岸格林纳丁斯的棕榈岛。
1984年，铁行轮船公司公主游轮率先打造了当时英国最大的客轮皇家公主号（Royal Princess），首次推出了内舱客房。该船取名Artemis，为铁行轮船公司服役至2011年。
1986年，铁行轮船公司公主游轮收购运营阿拉斯加铁路的阿拉斯加游览公司Tour Alaska。时至今日，这家游览公司运营10条豪华铁路线，每日接待游客超过700人。同年，公主湾落成揭幕，这是公主游轮继棕榈岛之后的的第二个私家度假村。
1988年，铁行轮船公司公主游轮收购了货运公司Sitmar Line，将其包括三艘在建的轮船之内的大部分船只并入公主游轮。黎明公主号（Dawn Princess）和美丽公主号（Fair Princess）都来自于冠达游轮（Cunard），Sitmar的Fairsky号成为后来的天空公主号（Sky Princess）。
1989年，三艘Stimar的新船加入公主游轮，包括当时英国最大的游轮星辰公主号（Star Princess）。
1990年，另两艘7万吨游轮皇冠公主号（Crown Princess）和帝王公主号（Regal Princess）下水，标志着公主号船队达到10艘豪华游轮。
1991年，公主游轮开始发展其加勒比海的第三家私家度假村，位于巴哈马的公主沙洲（Princess Cays）。此举耗时一年，花费120万美元，建成后成了公主游轮西加勒比行程的度假港口，与姐妹公司嘉年华和荷美游轮共享。度假村在2019年1月的一场大火中损毁大半。
1998年，公主游轮因合同纠纷将通用电气告上法庭，称其在天空公主号的维护中未尽职责，导致其两班10天游轮行程被迫取消，一审胜诉获赔460万美金，二审法官改判通用电气只需支付合同损不到23万美金。同年，公主游轮推出“至尊”系列船只，至尊公主号（Grand Princes）于5月26首次亮相。这艘耗资4亿5千万美元的意大利Fincantieri制造的游轮是当时世界最大科伦，同级别的另两艘船黄金公主号（Golden Princess）和星辰公主号以及其它6艘船于2008年全部启航。

### 隶属于铁行公主游轮 2000-2003
2000年10月23日，铁行轮船公司剥离游輪業務，组成了一家新公司：铁行公主游轮（P&O Princess Cruises）。2001年，公主游轮将总部从Century City迁至Santa Clarita。
2001年，随着黄金公主号在北美首航，天空公主号更名太平洋天空（Pacific Sky），被派往澳大利亚，取代美丽公主号，为铁行轮船公司澳大利亚游轮服务，成为铁行轮船公司澳洲公司的首艘现代游轮。星辰公主号于2002年投入使用，成为全年西海岸航线的首艘“巨型游轮”。
2002年6月，铁行轮船公司公主游轮成立新品牌A'Rosa Cruises，皇冠公主号成为其唯一轮船。

### 隶属于嘉年华有限公司 2003-至今
2003年4月17日，铁行轮船公司公主游轮以54亿美金成交并入嘉年华有限公司，组成了世界最大的游轮公司，旗下拥有11个游轮品牌。嘉年华为双重上市公司，在美国和英国分别注册。前P&O Princess作为Carnival plc，俗称嘉年华英国公司，掌控冠达游轮（Cunard Line）和铁行轮船公司游轮；嘉年华美国公司，全权掌控公主游轮、荷美游轮、世邦游轮及铁行轮船公司澳大利亚游轮。
2005年5月，公主游轮从铁行轮船公司手中购回2年前转让的海洋公主号。
2008年4月3日，嘉年华有限公司总裁Micky Arison宣布因经济萧条美元贬值，嘉年华将不再为美国各品牌采购新船，直到经济复苏。
2010年5月，嘉年华与Fincantieri签约为公主游轮建造两艘搭载3600乘客的新船，命名皇家系列，是公主邮轮史上最大的轮船。皇家公主号Royal Princess，公主号的新旗舰于2013年投入使用。
2017年，公主游轮加深中国市场投资，投入第三艘皇家系列盛世公主号（Majestic Princess），母港上海。
2019年10月，天空公主号（Sky Princess）投入使用，皇家系列还剩两艘，预计2020和2021年投入市场。
2018年7月，公主游轮与Fincantieri达成共识，新造两艘17万5千吨的巨轮，并将首次使用液体天然气作为主动力，并于2019年签订合同，推进建造。公主游轮将成为嘉年华旗下第五个使用液化天然气作为动力的游轮品牌，预计2023年底建成。
2020年，黄金公主号将转移至铁行轮船公司澳大利亚游轮，星辰公主号也将在2021年11月转移。
現今在亞洲市場販售日本/全球郵輪行程，主要與東南旅遊、易遊網、AsiaYo、百威旅遊、巨匠旅遊等台灣旅行社直接合作。

### 海洋污染
2013年8月26日，加勒比公主号的船员故意将4227加仑（16000公升）油污污染物排放到英国南部海岸。排污涉及对船上排污系统的非法修改，并被刚入职的工程师拍照记录了下来。该船随后停靠站南安普敦时，该工程师辞去职位并向英国海事和海岸警卫队举报了此事。美国司法部环境与自然资源司立案调查发现，加勒比公主号及公主游轮的另外四艘船星辰公主号、至尊公主号、珊瑚公主号和黄金公主号从2005年开始都曾做过类似行为。
2016年12月，公主游轮认罪，同意支付4千万美金罚款。七项重罪包括在美国多地及美属维珍群岛等多地非法排污。作为惩罚的一部分，嘉年华旗下8艘游轮被要求实施5年的环境合规计划，由司法监督，并由独立第三方审查。是为史上最严重的故意游船污染罚金案。
2019年，因未完全遵守2016年的判决，向巴哈马水域排放塑料、篡改记录、妨碍司法监督，嘉年华和公主游轮被判额外支付2千万美金罚款。

## 現役郵輪

### 珊瑚級
- 珊瑚公主號（英語：Coral Princess）
- 海島公主號（英語：Island Princess）

### 至尊級
- 至尊公主號（英語：Grand Princess）
- 鑽石公主號（英語：Diamond Princess）
- 藍寶石公主號（英語：Sapphire Princess）
- 加勒比公主號（英語：Caribbean Princess）
- 皇冠公主號（英語：Crown Princess）
- 翡翠公主號（英語：Emerald Princess）
- 紅寶石公主號（英語：Ruby Princess）

### 皇家級
- 皇家公主號（英語：Royal Princess）
- 帝王公主號（英語：Regal Princess）
- 盛世公主號（英語：Majestic Princess）
- 星空公主號（英語：Sky Princess）
- 奇緣公主號（英語：Enchanted Princess）
- 尋夢公主號（英語：Discovery Princess）

### 環球級
- 太陽公主號（英語：Sun Princess）
- 星辰公主號（英語：Star Princess），預計在2025年開始服役。

## 已退役郵輪
- 黃金公主號（英語：Golden Princess）
- 黎明公主號（英語：Dawn Princess）
- 碧海公主號（英語：Sea Princess）
- 太平洋公主號（英語：Pacific Princess）

## 外部連結
- 公主遊輪官網 （页面存档备份，存于）(（简体中文）)
- 公主遊輪官網 （页面存档备份，存于）(（繁體中文）)
  - 公主遊輪台灣(@PrincessCruises TW)的Facebook專頁 （页面存档备份，存于）(（繁體中文）)
  - 公主遊輪台灣 的YouTube專頁(（繁體中文）)
  - princesscruisestw公主遊輪台灣 的Instagram 相片與影片專頁(（繁體中文）)
- Princess Cruises官網（页面存档备份，存于）(（英文）（西班牙文）)
  - Princess Cruises (@)的Facebook專頁 （页面存档备份，存于）(（英文）)
  - Princess Cruises (@PrincessCruises)的Twitter專頁 （页面存档备份，存于）(（英文）)
  - Princess Cruises 的YouTube專頁 （页面存档备份，存于）(（英文）)
  - Princess Cruises (princesscruises)的Pinterest專頁 （页面存档备份，存于）(（英文）)
  - Princess Cruises（@princesscruises）的Instagram 相片與影片專頁 （页面存档备份，存于）(（英文）)